# Автошлях Т 1714
Автошля́х Т 1714 — автомобільний шлях територіального значення у Полтавській області. Проходить територією Лубенського та Чорнухинського районів через Лубни — Чорнухи. Загальна довжина — 34,7 км.

## Маршрут
Автошлях проходить через такі населені пункти:
| Автошлях Т 1714     |           |
| Полтавська область  |           |
| Лубенський район    |           |
| Лубни               | E40М03Р42 |
| Клепачі             |           |
| Калайдинці          |           |
| Чорнухинський район |           |
| Городище            |           |
| Загребелля          |           |
| Мелехи              |           |
| Вороньки            |           |
| Пізники             | Р60       |
| Ковалі              |           |
| Чорнухи             | О1723326  |